# Венский союз
Венский союз — союз Австрии и Испании, заключённый в 1725 году и направленный против Франции и Англии.
После завершения Войны за испанское наследство между Австрией и Испанией остались некоторые нерешённые вопросы, которые Франция с Англией попытались уладить на конгрессе в Камбрэ. Однако это посредничество не имело успеха. Англия же навлекла на себя неудовольствие обеих держав, и они начали сближаться друг с другом.
Испания не могла смириться с тем, что Минорка и Гибралтар оставались в руках англичан, к тому же её сильно раздражала английская торговля в испанских колониях. Австрия была недовольна притеснениями, которые чинили основанной австрийским императором Ост-Индской компании англичане и голландцы. Австро-испанское сближение ускорило также оскорбление, которое французский двор нанёс испанскому, неожиданно разорвав в апреле 1725 года помолвку Людовика XV с испанской инфантой.

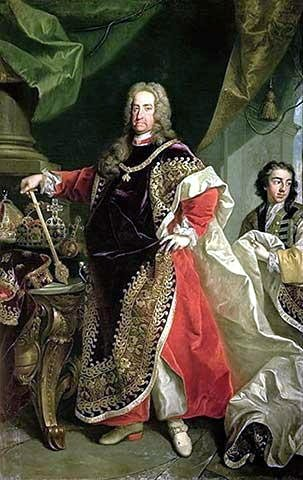
Австрийский император Карл VI

Австрийский император 19 (30) апреля и 20 апреля (1 мая) 1725 года заключил с Испанией в Вене три договора:
- В первом из них император отказывался от всех претензий к Испании, а Испания от притязаний на австрийские владения в Италии и Нидерландах, а также признавала Прагматическую санкцию.
- Во втором Австрия и Испания заключали оборонительный союз, и император обязался использовать всё своё влияние, чтобы Англия возвратила Испании Гибралтар и Минорку.
- Третий трактат представлял собой торговый договор, в котором Испания признавала австрийскую Ост-Индскую компанию и обещала обращаться в испанских портах с подданными императора как с наиболее благоприятствуемой нацией.

Чуть позже были заключены соглашения о браках инфантов Карлоса и Филиппа с двумя дочерьми императора.
Союз не только угрожал войной Франции, но и затрагивал англо-голландские политические и торговые интересы.

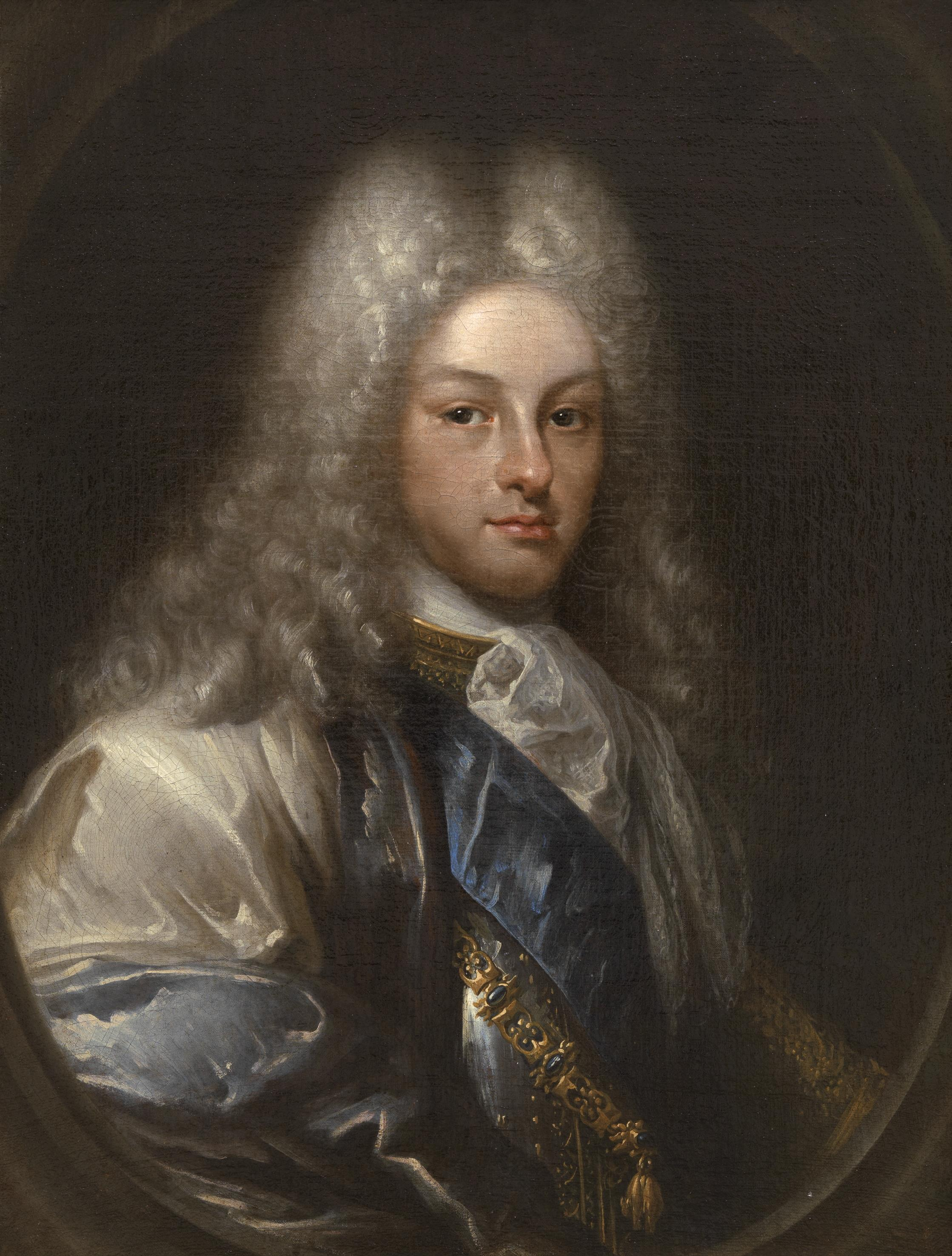
Испанский король Филипп V

Из заключённых в Вене договоров публично оглашено было лишь о первом, однако в Англии вскоре узнали о тайных соглашениях. В противовес образовавшемуся блоку государств Лондон в сентябре 1725 года заключил оборонительный союз с Францией и Пруссией (см. Ганноверский союз).
6 августа 1726 года по Венскому договору к союзу присоединилась и Россия, у которой существовали противоречия с Англией на Балтике и в Северной Германии. Помимо же этого, значительную роль в решении петербургского кабинета присоединиться к альянсу сыграло желание императрицы Екатерины I вернуть своему зятю, Карлу-Фридриху Гольштинскому, захваченный Данией Шлезвиг.
Русско-австрийский альянс поставил в сложное положение Пруссию. По мнению военного министра Фридриха фон Грумбкова, в случае нападения русских войск, поддержанных Саксонией и Австрией из Силезии, Пруссия была-бы разгромлена раньше, чем французская армия успела бы пересечь Рейн и вторгнуться в австрийские Нидерланды. В таких условиях Пруссия вышла из Ганноверского союза и 10 (21) августа заключила союзный договор с Россией, а 1 (12) октября — союзный договор с Австрией, правда, если русско-прусский договор был ратифицирован 3 октября 1726 года, то прусско-австрийский ратифицировали только в 1728 году.
Обстановка в Европе накалялась. Испания в феврале 1727 года начала военные действия против Англии и осадила Гибралтар. Однако осада особого успеха испанцам не принесла. К Ганноверскому союзу в мае присоединились Дания и Швеция.
В этой обстановке австрийский император подписал 31 мая 1727 года в Париже договор с Францией, Англией и Голландией, пообещав приостановить на 7 лет привилегию Ост-Индской компании. Оказавшись в изоляции, Испания 6 марта 1728 года заключила мирный договор с Англией, а 9 ноября 1729 года подписала с Францией и Англией Севильский договор, согласно которому Испании позволялось оккупировать герцогства Парма и Пьяченца. Она также лишила Вену предоставленных ей торговых привилегий.
Оскорблённая Австрия начала готовиться к войне. Англия, в свою очередь, пошла на уступки Австрии и без согласования с Францией в 1731 году признала Прагматическую санкцию. Таким образом, Венский союз окончательно распался.